# Santa Teresa di Riva vasútállomás
Santa Teresa di Riva vasútállomás egy vasútállomás Olaszországban, Szicília régióban, Messina megyében, Santa Teresa di Riva településen. Forgalma alapján az olasz vasútállomás-kategóriák közül az ezüst kategóriába tartozik.

## Vasútvonalak
Az állomást az alábbi vasútvonalak érintik:
- Messina-Siracusa-vasútvonal